# Гетеросексизм
Гетеросексизм (гетероцентризм, гетеросексуалізм) — термін, запропонований американським психіатром Грегорі Хереком для визначення переконання, що гетеросексуальність — це єдина природна, нормальна або єдина морально та соціально прийнятна форма сексуальності людини, або що гетеросексуали у всьому перевершують гомосексуалів. Визнається як презумпція, що сприяє дискримінації гомо- та бісексуалів. Водночас не всі гетеросексуали розділяють таку ідеологію, тому гетеросексуальність сама по собі не передбачає гетеросексизму.

## Додаткові джерела
- Антоніна Ланчевська. НОВІ СУБ'ЄКТИ ГЕНДЕРНОЇ ПОЛІТИКИ, АБО ІДЕНТИЧНІСТЬ ПОЗА МЕЖАМИ[недоступне посилання з липня 2019]